# Dom i målet
Dom i målet är en svensk TV-film från 1977 i regi av Lars Forsberg.

### Fotnoter
1. ↑  ”Dom i målet”. Svensk Filmdatabas. http://www.sfi.se/sv/svensk-filmdatabas/Item/?itemid=35906&type=MOVIE&iv=Basic. Läst 19 augusti 2012.